# Nea Michaniona
Nea Michaniona (în greacă Νέα Μηχανιώνα) este un oraș din Grecia, care face parte din punct de vedere administrativ din comuna Thermaikos⁠(d) (unitatea regională Salonic⁠(d), regiunea Macedonia Centrală). Își formează propria comunitate urbană (Δημοτική Κοινότια Νεας Μηχανιώνας, Dimotikí Koinótita Néas Michaniónas). Populația orașului era, conform recensământului din 2011⁠(d), de 8.775 de locuitori.

## Geografie

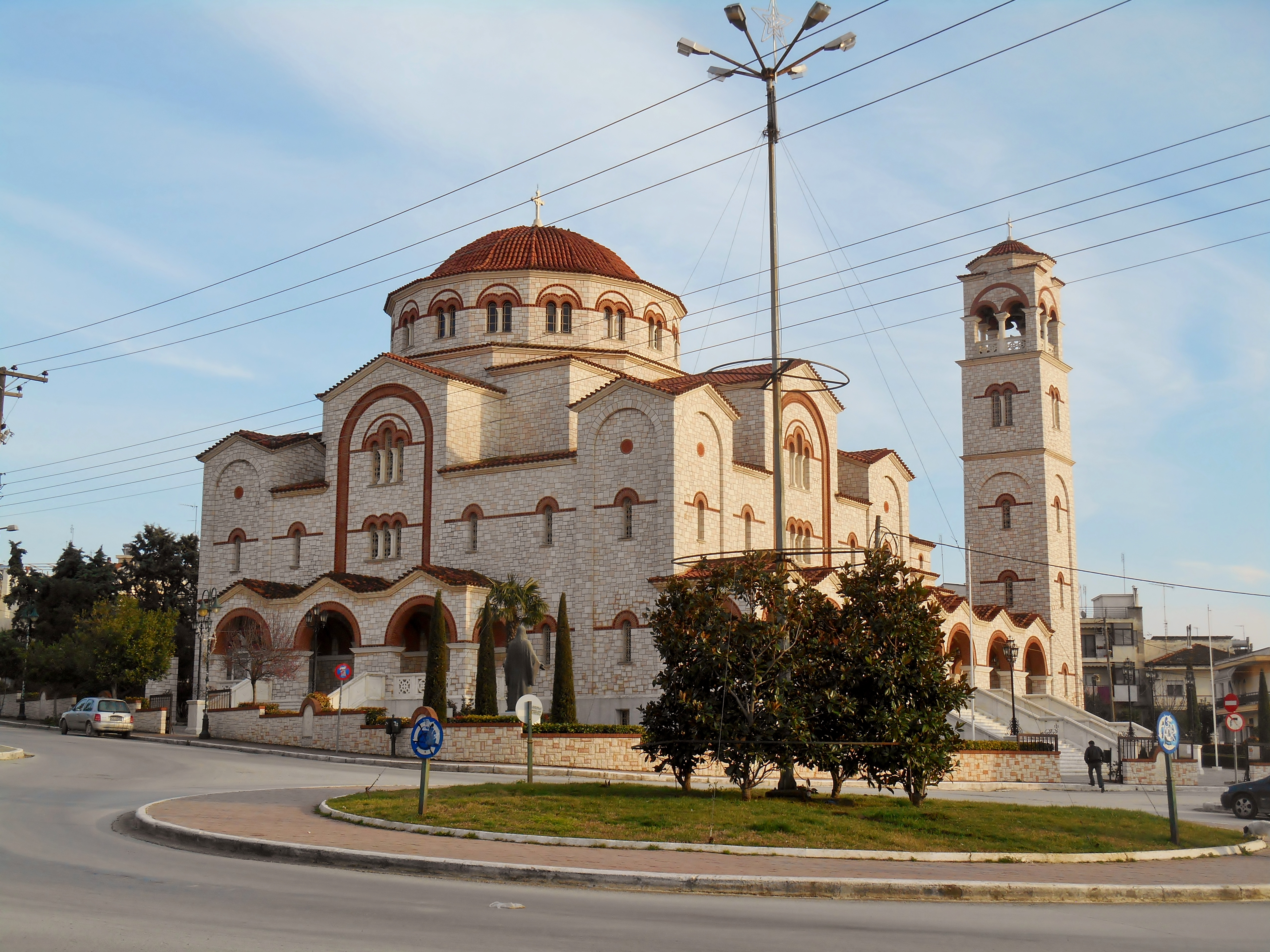
Biserica Maicii Domnului din Néa Michanióna (Παναγίας Φανερωμένης).

Micul oraș Nea Michaniona este situat în apropierea capului Megalo Embolo⁠(d) din Peninsula Calcidică, pe malul Golfului Salonic⁠(d), la aproximativ 32 km (aproximativ 21 km în linie dreaptă) sud de Salonic.

## Istoric
Nea Michaniona a fost fondat în anul 1923 de refugiații greci din Michaniona și din alte așezări din Asia Mică și Tracia de Est, strămutați ca urmare a acordului de schimb de populație dintre Grecia și Turcia. În 1928, Nea Michaniona era o așezare locuită în întregime de refugiați, cu 384 de familii și 1.483 de persoane.
Orașul a făcut parte inițial din comuna Michaniona și constituie din 2011 unitatea municipală Michaniona a comunei Thermaikos. Cea mai importantă biserică din oraș este închinată Fecioarei Maria (Panagías Faneroménis).